# Кандиота (футболист)
Ани́бал Ме́диcи Машадо (порт.-браз. Aníbal Médici (Medicis) Machado; 14 июня 1900, Баже — 22 января 1951, Баже), более известный под именем Кандиота (порт.-браз. Candiota) — бразильский футболист, нападающий. Двоюродный брат Эмилиу Гаррастазу Медиси, президента Бразилии.

## Карьера
Кандиота начал карьеру в клубе «Гуарани» из Баже в 1916 году. В 1918 году он перешёл в клуб «Крузейро», где играл два сезона. В 1919 году нападающий стал игроком «Фламенго», где дебютировал 15 мая в матче с «Мангуэйрой» (5:0), где забил гол. В том же году он сыграл 10 матчей в Лиге Кариоке, где забил 5 голов. Годом позже он выиграл с клубом титул чемпиона Лиги, а сам Кандиота стал вторым бомбардиром команды позади Жункейры. Годом позже «Фла» выиграл второй подряд титул, а сам нападающий второй раз подряд занял второе место в списке бомбардиров команды, уступив только Ноно. Но главный гол в этом сезоне Кандиота забил 4 сентября в дополнительное время матча с «Америкой», который и принёс его клубу титул чемпиона лиги. Нападающий играл за «Фламенго» до 1925 года, где выиграл ещё один титул, проведя в общей сложности 112 игр и забив 49 голов, ещё три матча за команду он сыграл в 1927 году, где забил 1 мяч. В 1925 году он возвратился в Баже, присоединившись к клубу «Гремио». При этом он сразу же помог клубу выиграл свой первый в истории титул чемпиона штата. В 1926 году Кандиота возвратился в свой первый клуб — «Гуарани», за который выступал до конца своей карьеры в 1932 году.
В составе сборной Бразилии Кандиота поехал в 1921 году на чемпионат Южной Америки. 2 октября он дебютировал в составе национальной команды на этом турнире в матче с Аргентиной, став первым игроком в истории клуба «Гуарани» из Баже, который выходи на поле и за этот клуб, и за сборную страны. На том же турнире он сыграл ещё дважды и даже забил, поразив 12 октября ворота команды Парагвая. Этот гол стал первым, забитым действующим игроком «Фламенго» за сборную Бразилии.

## Международная статистика
| Матчи Кандиоты за сборную Бразилии | Матчи Кандиоты за сборную Бразилии | Матчи Кандиоты за сборную Бразилии | Матчи Кандиоты за сборную Бразилии | Матчи Кандиоты за сборную Бразилии | Матчи Кандиоты за сборную Бразилии | Матчи Кандиоты за сборную Бразилии |
| ---------------------------------- | ---------------------------------- | ---------------------------------- | ---------------------------------- | ---------------------------------- | ---------------------------------- | ---------------------------------- |
| №                                  | Дата                               | Место проведения                   | Оппонент                           | Счёт                               | Голы                               | Турнир                             |
| 1                                  | 2 октября 1921                     | Буэнос-Айрес                       | Аргентина                          | 0:1                                | —                                  | Чемпионат Южной Америки            |
| 2                                  | 12 октября 1921                    | Буэнос-Айрес                       | Парагвай                           | 3:0                                | 1                                  | Чемпионат Южной Америки            |
| 3                                  | 23 октября 1921                    | Буэнос-Айрес                       | Уругвай                            | 1:2                                | —                                  | Чемпионат Южной Америки            |

## Достижения
- Чемпион Лиги Кариоки: 1920, 1921, 1925
- Чемпион штата Риу-Гранди-ду-Сул: 1925